# Jordan Goldnadel
Pour les articles homonymes, voir Goldnadel.
Jordan Goldnadel est un réalisateur, scénariste, producteur et acteur  né le 29 juin 1989 à Paris (France).

## Biographie

### Enfance et formation
Jordan Goldnadel est né et a grandi à Paris où il a suivi des études générales tout en prenant des cours de comédie au Cours Florent avant de partir aux États-Unis où il fait des études de cinéma à la Tisch School of the Arts de l'université de New York.
Il a également un master en sciences politiques et est un médiateur international certifié du United States Peace Institute.

### Carrière
Il réalise d'abord plusieurs courts métrages qui sont sélectionnés dans de nombreux festivals à travers le monde. À la fin de ses études, après avoir travaillé chez Focus Features, NBCUniversal, il monte sa propre société de production The Third Generation, membre d'Unifrance, basée à Paris et à travers laquelle il travaille sur de nombreux projets internationaux.
À 23 ans, il écrit, produit, réalise et joue dans son premier long métrage, Happy, dont la première a lieu au Festival des films du monde de Montréal, où le film reçoit de très bonnes critiques. Doté d'une bande originale forte contenant notamment des titres d'Amanda Palmer, le film est vendu à l'international par Wide Management et reçoit deux nominations aux prix Henri-Langlois en 2016.Il intègre également le label Eye on Films et sort dans plusieurs pays dont les États-Unis, l'Angleterre, l’Irlande et la Corée du Sud. Il est également acheté par Amazon Prime (Amazon.com).
En 2015, il réalise le film Et puis, la Violence qu'il co-écrit avec Florence Chouraqui Suissa. Le court métrage parle de la montée de la violence et de la haine raciste dans une France meurtrie après les Attentats de janvier 2015 en France. Le film est sélectionné dans de nombreux festivals à travers le monde et est distribué aux États-Unis par 7th Art Releasing.
En 2016, il dirige l'équipe française du film Autumn Lights, long métrage américain réalisé par Angad Aulakh, dans lequel il joue également.
Il co-réalise et produit également un court métrage intitulé Lola & Eddie avec Lola Bessis et Tom Leeb dans les rôles principaux.
En 2017, il co-produit le long métrage Américain Thirst Street réalisé par Nathan Silver avec Anjelica Huston, Lindsay Burdge, Damien Bonnard, Esther Garrel, Lola Bessis et Alice de Lencquesaing. Le film a une superbe carrière en festivals et est projeté au Festival du film de Tribeca, à la Mostra de Venise et au Festival international du film de Toronto, avant de sortir en salles aux États-Unis et en France.
En 2018 il réalise pour France 3, le film Chechnya, sur le traitement dramatique des homosexuels persécutés en Tchétchénie. Le film est sélectionné et primé dans de nombreux festivals à travers le monde, dont le festival Chéries-Chéris.
En 2023, il est l'un des producteurs du premier long métrage de Weston Razooli, Riddle of Fire, qui est sélectionné à la Quinzaine des cinéastes du Festival de Cannes et au Festival international du film de Toronto.

## Filmographie

### En tant que réalisateur
- 2011 : Edem*
- 2012 : Sunny*
- 2013 : The boy & The Chess Player
- 2016 : Et puis, la violence*
- 2016 : Lola & Eddie (co-réalisé avec Charlotte Karas)*
- 2016 : Autumn Lights de Angad Aulakh (Réalisateur 2e équipe)
- 2018 : Chechnya*
- également monteur.

## Distinctions
- 2015 : Prix du meilleur film au Festival international de film de Zadar pour Happy (nommé)
- 2015 : Sélection officielle au Festival des films du monde de Montréal pour Happy
- 2016 : Prix du public aux prix Henri-Langlois 2016 pour Happy (nommé)
- 2016 : Prix de la Jeunesse aux prix Henri-Langlois 2016 pour Happy (nommé)
- 2019 : Prix des Droits de l'Homme au Festival de St Paul pour Chechnya
- 2019 : Prix du Jury au Festival de Mamers en Mars pour Chechnya
- 2019 : Prix du Public au Festival de Mamers en Mars pour Chechnya
- 2019 : Grand Prix au Festival des 24 Courts du Mans pour Chechnya
- 2019 : Prix du Public au Festival Tels Quels de Bruxelles pour Chechnya